# Wiebke Kethorn
Wiebke Kethorn (* 10. August 1985 in Nordhorn) ist eine deutsche Handballspielerin und Trainerin.

## Karriere
Kethorn begann das Handballspielen beim Nordhorner Club SpVgg Brandlecht-Hestrup. Ab 2002 stand die 1,68 m große Kreisspielerin beim VfL Oldenburg unter Vertrag, wo sie ab 2003 in der Bundesligamannschaft eingesetzt wurde. Mit dem VfL gewann sie 2008 den EHF Challenge Cup, 2009 den Supercup, sowie 2009 und 2012 den DHB-Pokal. Nach der Saison 2013/14 beendete sie ihre Karriere. Ende Oktober 2015 wurde sie vom VfL Oldenburg reaktiviert. Aktuell ist sie Spielertrainerin für ihren Jugendverein SpVgg Brandlecht-Hestrup in der Landesliga.
Ab März 2009 gehörte Wiebke Kethorn auch der deutschen Frauen-Handballnationalmannschaft an. Sie stand im Aufgebot der deutschen Nationalmannschaft für die Handball-Weltmeisterschaft der Frauen 2009 in China, wo man den 7. Platz belegte. Weiterhin nahm sie an der Weltmeisterschaft 2013 teil und erzielte zwölf Treffer in sieben Partien.
2009 wurde Wiebke Kethorn mit dem vom Bundesinnenministerium vergebenen Preis für Fairplay und Toleranz im Sport ausgezeichnet.
Kethorn übernahm 2014 das Traineramt einer Jugendmannschaft beim VfL Oldenburg. Unter ihrer Leitung wurde die Oldenburger B-Jugend 2015 deutscher Vizemeister.

## Erfolge
- 2008 Siegerin des Challenge Cup
- 2009 DHB-Pokal-Sieger
- 2009 Supercup-Gewinnerin
- 2012 DHB-Pokal-Sieger